# ポマレット
ポマレット（伊: Pomaretto）は、イタリア共和国ピエモンテ州トリノ県にある、人口約1,000人の基礎自治体（コムーネ）。

## 地理

### 位置・広がり

#### 隣接コムーネ
隣接するコムーネは以下の通り。
- インヴェルソ・ピナスカ
- ペローザ・アルジェンティーナ
- ペッレーロ
- プラモッロ